# Claudio Puelles
Claudio Puelles (Lima, 21 de abril de 1996) é um lutador peruano de artes marciais mistas, atualmente competindo na divisão leve do Ultimate Fighting Championship.

## Carreira no MMA

### Início
Puelles fez sua estreia no MMA profissional em 2013 e lutou em organizações peruanas, acumulando um cartel de 7-1 antes de ser selecionado para participar do The Ultimate Fighter: América Latina 3.

### The Ultimate Fighter: América Latina 3
Em 2016, Puelles competiu na terceira temporada do The Ultimate Fighter: América Latina no time de Chuck Liddell.
No round de eliminação, Puelles venceu  José David Flores por nocaute técnico no primeiro round. Nas quartas de final, Puelles derrotou Pablo Sabori por finalização. Nas Semi Finais, ele derrotou Marcelo Rojoby por decisão unânime. Esta vitória lhe garantiu um lugar na final contra Martín Bravo em 5 de novembro de 2016 no The Ultimate Fighter: América  Latina 3 Finale.

### Ultimate Fighting Championship
Puelles fez sua estreia oficial no UFC contra Martin Bravo em 5 de novembro de 2016 no The Ultimate Fighter: América  Latina 3 Finale. Ele perdeu por nocaute técnico no segundo round.
Em 19 de maio de 2018, Puelles enfrentou Felipe Silva no UFC Fight Night: Maia vs. Usman. Ele venceu por finalização no terceiro round.
Puelles enfrentou Marcos Mariano em 21 de setembro de 2019, no UFC Fight Night: Rodríguez vs. Stephens. Ele venceu por decisão unânime.

## Cartel no MMA
| Cartel no MMA   |             |            |
| 13 lutas        | 11 vitórias | 2 derrotas |
| Por nocaute     | 2           | 1          |
| Por finalização | 6           | 0          |
| Por decisão     | 3           | 1          |

| Res.    | Cartel | Oponente             | Método                         | Evento                                  | Data       | Round | Tempo | Local             | Notas                                           |
| ------- | ------ | -------------------- | ------------------------------ | --------------------------------------- | ---------- | ----- | ----- | ----------------- | ----------------------------------------------- |
| Vitória | 11-2   | Chris Gruetzemacher  | Finalização (chave de joelho)  | UFC on ESPN: Font vs. Aldo              | 04/12/2021 | 3     | 3:25  | Las Vegas, Nevada |                                                 |
| Vitória | 10-2   | Jordan Leavitt       | Decisão (unânime)              | UFC Fight Night: Rozenstruik vs. Sakai  | 05/06/2021 | 3     | 5:00  | Las Vegas, Nevada |                                                 |
| Vitória | 9–2    | Marcos Mariano       | Decisão (unânime)              | UFC Fight Night: Rodríguez vs. Stephens | 21/09/2019 | 3     | 5:00  | Cidade do México  |                                                 |
| Vitória | 8–2    | Felipe Silva         | Finalização (chave de joelho)  | UFC Fight Night: Maia vs. Usman         | 19/05/2018 | 3     | 2:23  | Santiago          | Performance da Noite.                           |
| Derrota | 7–2    | Martin Bravo         | Nocaute técnico (socos)        | TUF América Latina 3 Finale             | 05/11/2016 | 2     | 1:55  | Cidade do México  | Estreia no UFC; Final do TUF: América Latina 3. |
| Vitória | 7–1    | Alvaro Sugasti       | Nocaute (chute na cabeça)      | 300 Sparta 6                            | 18/04/2015 | 1     | 1:24  | Lima              |                                                 |
| Vitória | 6–1    | Edimar Martins Rayol | Finalização (chave de braço)   | Inka FC: Inka Warriors 2                | 25/10/2014 | 1     | 2:36  | Lima              |                                                 |
| Derrota | 5–1    | David Cubas          | Decisão (unânime)              | Inka FC: Inka Warriors 1                | 30/07/2014 | 1     | 2:36  | Lima              |                                                 |
| Vitória | 5–0    | Lander Duarte Alves  | Decisão (unânime)              | Inka FC 25                              | 16/04/2014 | 3     | 5:00  | Lima              |                                                 |
| Vitória | 4–0    | Guile Calvete        | Finalização (mata leão)        | 300 Sparta 5                            | 16/02/2014 | 2     | 4:01  | Lima              |                                                 |
| Vitória | 3–0    | Manuel Meza          | Nocaute técnico (lesão)        | 300 Spart 4                             | 10/10/2013 | 3     | 1:26  | Lima              |                                                 |
| Vitória | 2–0    | Renzo Mendez         | Finalização (triângulo de mão) | Inka FC 23                              | 24/08/2013 | 2     | 3:48  | Lima              |                                                 |
| Vitória | 1–0    | Angel Alvarez        | Finalização (chave de braço)   | 300 Sparta 2                            | 17/07/2013 | 3     | N/A   | Lima              |                                                 |